# Lertha schmidti
Lertha schmidti is een insect uit de familie van de Nemopteridae, die tot de orde netvleugeligen (Neuroptera) behoort. 
Lertha schmidti is voor het eerst wetenschappelijk beschreven door H. Aspöck et al. in 1984.